# Kronhuset

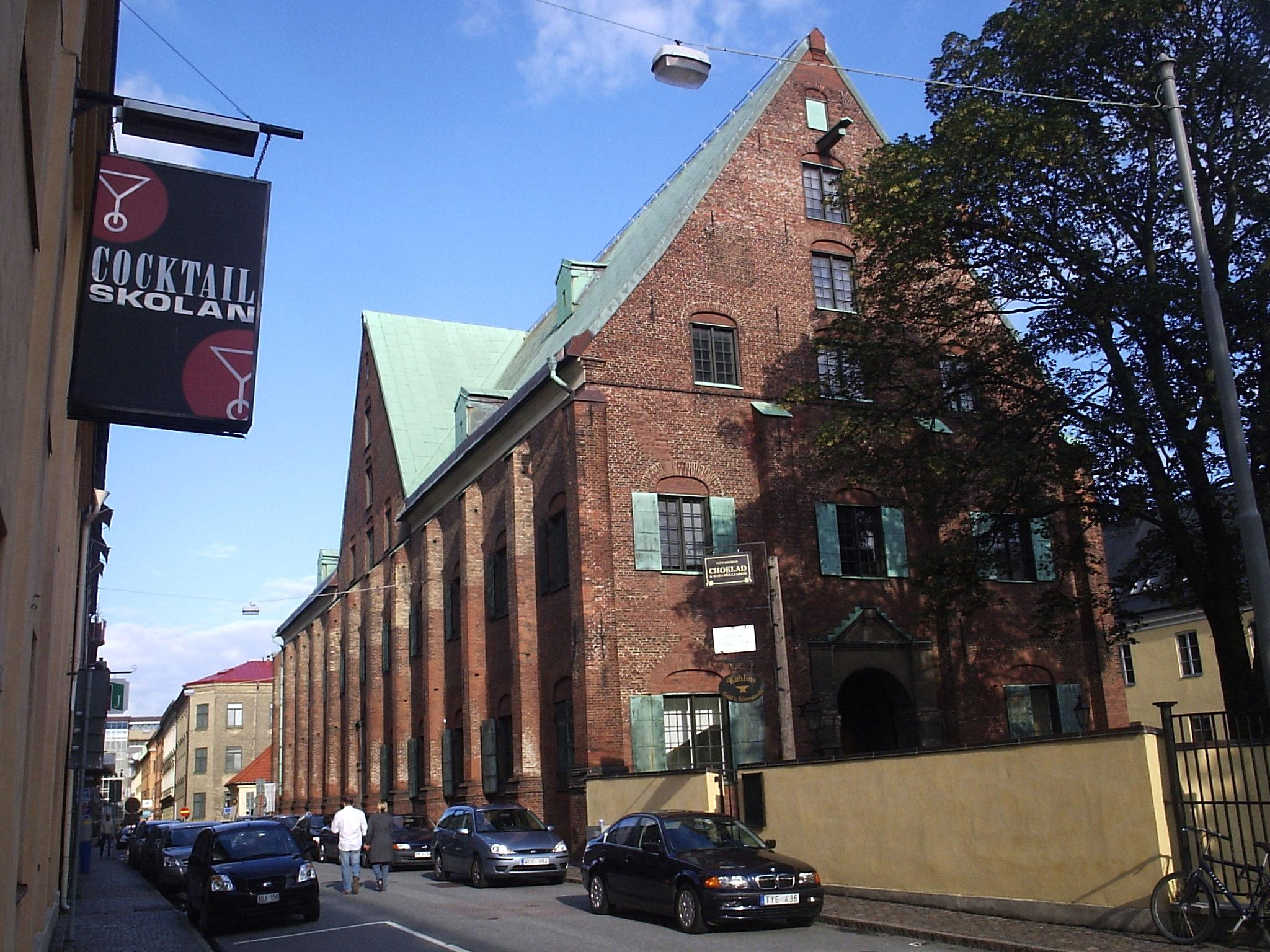
Kronhuset från Kronhusgatan.

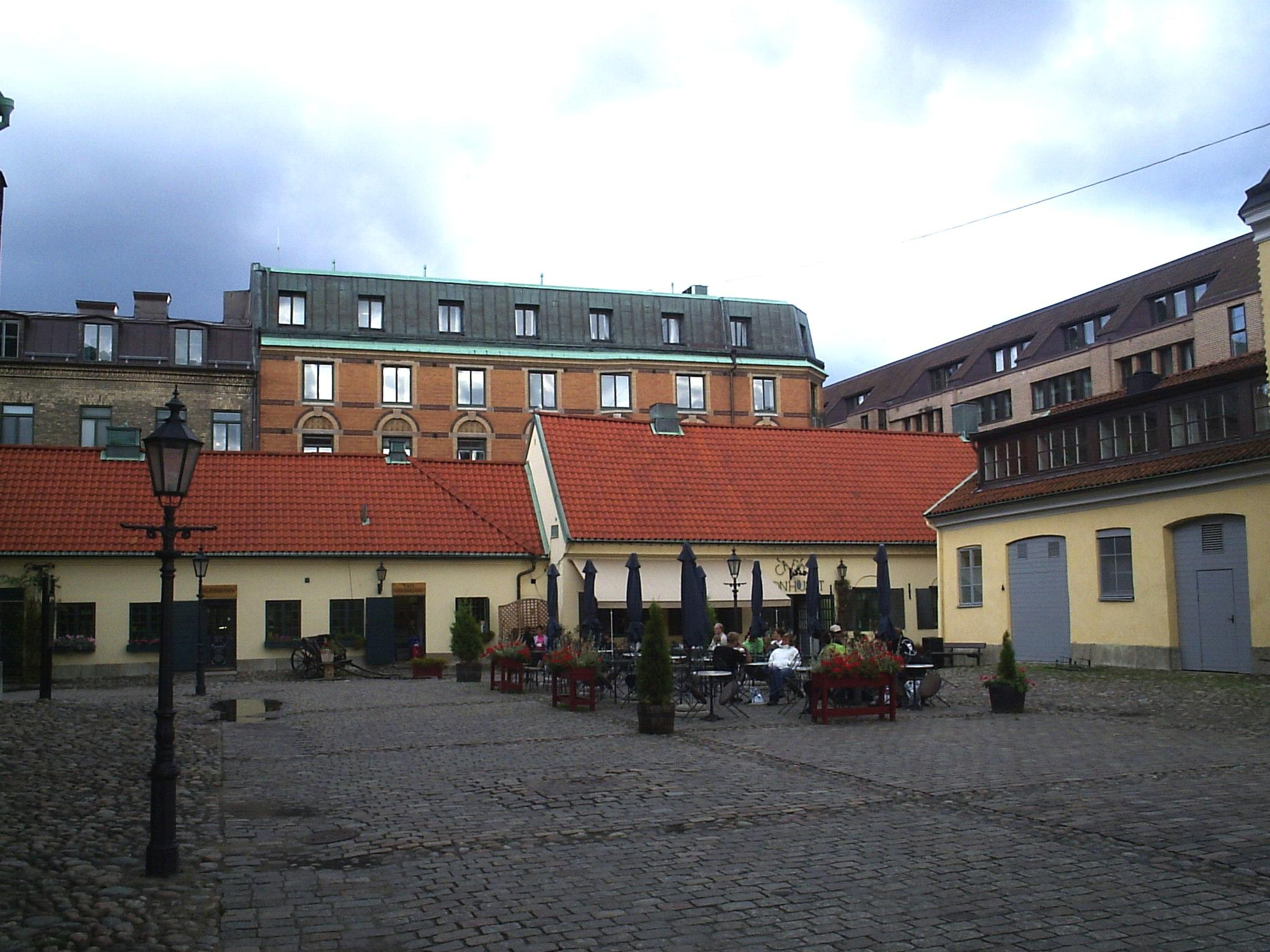
Östra delen av Kronhusbodarna.

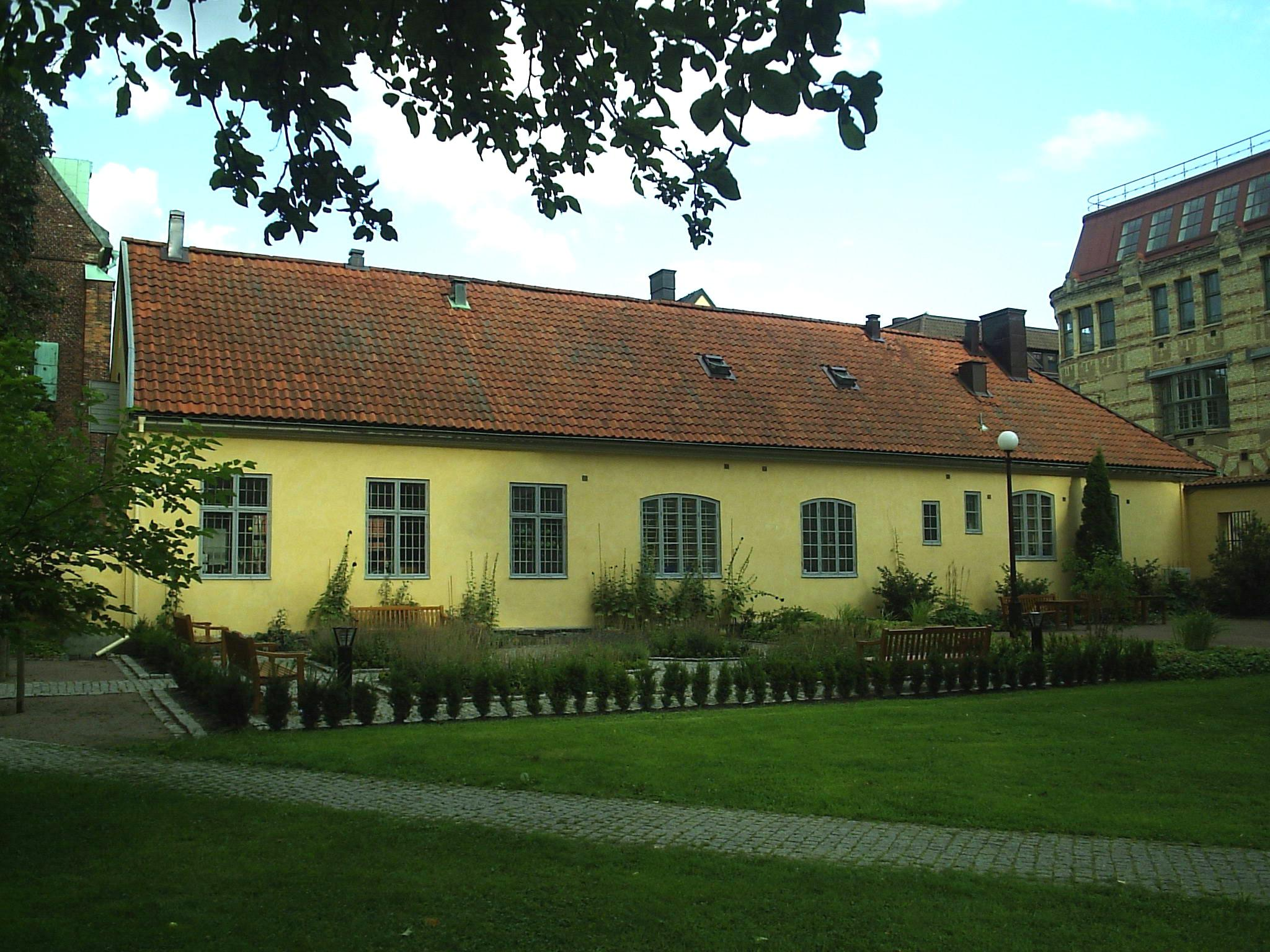
Del av Kronhusparken med Kronhusbodarna.

Kronhuset, Nordstaden 19:3, ursprungligen Giötheborgz Tyghuhs, är en stor, röd tegelbyggnad i Västra Nordstaden i Göteborg. Huset uppfördes under åren 1643–1654 med holländsk prägel, och är Göteborgs näst äldsta profana byggnad efter residenset (1650). Möjligen är de ursprungliga ritningarna gjorda av den kungliga arkitekten Simon de la Vallée.
Kronhuset användes först som tyghus, det vill säga som lager för garnisonens tygmateriel såsom kanoner och andra vapen, men även som matförråd för spannmål. På platsen för huset låg tidigare stadens äldsta kyrkogård.
Den 9 december 1927 övergick ägandet av Kronhuset från staten till Göteborgs stad, för att användas som museum. Kronhuset är byggnadsminne sedan den 24 oktober 1968.

## Historia
De kanoner och annan materiel som staden behövde till sitt försvar, förvarades i förrådshus på bastionerna längs stadsfästningarna. Fästningarnas utbyggnad under 1640-talet krävde dock ett ökat utrymme för materielen. Genom 1634 års regeringsform hade Krigskollegiet och Rikstygmästarämbetet inrättats och Sveriges försvar fick därmed en fastare administration. Beslut om byggandet av Kronhuset eller "ett artilleri- och spannmålshus" togs i Krigskollegiet i februari 1640, och i maj 1642 utgick ordern om att påbörja byggandet så snart det beställda teglet från Holland hade anlänt.
  
Bygget leddes av chefen för fortifikationen, generalkvartermästaren och borgmästarsonen från Lödöse, Olof Hansson Swart, senare adlad Örnehufvud. År 1643 hade huset uppförts till en vånings höjd, och bygget avstannade därefter i brist på pengar. Kring 1648 återupptogs byggandet, då med svenskt tegel och där nu generalkvartermästare Johan Wärnschiöldh tagit hand om bygget. Det huvudsakliga arbetet med att bygga Kronhuset pågick därefter fram till att huset stod klart 1654.
Riksdagen sammankallades i Göteborg den 4 januari 1660 av Karl X Gustav, och kronhuset fick då fungera som rikssal. Del av bottenvåningen hade inretts med bänkar, klädda i svart tyg liksom även väggarna. Kung Karl X Gustav avled därefter hastigt i det Torstenssonska palatset och den då fyraårige arvprinsen utropades den 1 mars som Sveriges konung efter ett riksdagsbeslut.
Kronhusområdet brann 1746 och 1758, då alla byggnader förstördes, utom just Kronhuset.
Tyghuskvarteret köptes av Göteborgs stad 1929, och ända fram till 1954 fungerade huset som förråd för kronan och staden.
Efter en omfattande restaurering återinvigdes Rikssalen i Kronhuset av kung Gustav VI Adolf den 17 maj 1957. Restaureringen kostade en miljon kronor och bekostades av donationsmedel.
För att högtidlighålla 300-årsminnet av Karl X Gustavs dödsdag, öppnade Göteborgs historiska museum den 12 februari 1960 en utställning i stora rikssalen i Kronhuset, som pågick i 14 dagar. Utställningen visade bland annat samtida, rikt illustrerade flygblad på tyska och holländska, som gjorde "reportage" om kungen och hans död. Särskilt Holland var intresserade av kungens död, då de starkt motarbetade hans nordiska enhetssträvanden. Gravpompan i samband med Karl X Gustavs begravning blev den dittills största i Sverige. De göteborgska guldsmederna fick i uppdrag att på fri hand tillverka krona, spira, riksäpple och nyckel. Allt i guld. Man fick se en modell av det hus som Per Brahe den yngre och Beata de la Gardie ägde och använde som sin privata sjukstuga under riksdagen, då dödsfallet inträffade. En större samtida bild av Göteborg visar staden med kvarn på Kvarnberget, Tyska kyrkan och Domkyrkan och stadens andra hus bakom vallgravspallisader.
Mellan 1997 och 2020 höll den professionella blåsorkestern Göteborg Wind Orchestra (före detta GöteborgsMusiken) till i lokalerna och rikssalen användes då därmed främst som konsertlokal.

## Stadshistoriska museet
Fram till 1996 var bottenvåningen i Kronhuset ett stadshistoriskt museum som berättade om Göteborg och dess föregångare, och i ett hörn stod stadens nyckelskåp från 1783. Fondväggen vid entrén flankerades då av två stenlejon från den gamla Kungsporten, och beskrev den befästa 1600-talsstaden med det 1653 anlagda Nya Älvsborg på Kyrkogårdsholmen. Utställningen kring salens väggar gick medsols i sektioner och i bokstavsordning med början vid A, där det bland annat fanns en modellkarta över Älvsborgsön, daterad 1682. Vid väggen satt originalstenar från en 1500-talsportal som ingått i den tidigare Drottningporten. Vid sektion B fanns de äldsta stadsplanerna samt skulpterade ansiktsmasker, vilka hade utgjort slutstenar i Kungsportens norra och södra fasader.
På den stora modellbyggnadens gavel på fondväggen vid entrén hänger en kopia av  Johann Philip Lemkes målning, som skildrar händelserna 1678 då fältmarskalken, greve Gustaf Otto Stenbock överförde den svenska armén till Hisingen då Norges Ulrik Fredrik Gyldenlöwe angrep Göteborg.

## Garnisonsförsamlingen
År 1669 fick Tyska församlingen, sedan Kristine kyrka brunnit ner, sin gudstjänstlokal i Kronhusets rikssal till dess att man 1672 åter kunde flytta in under eget tak. År 1680 inreddes nedersta våningen av Kronhuset till kyrka, Kronhuskyrkan, för garnisonsförsamlingen, och från 1688 till 1899 var Kronhuset ett så kallat helgat rum, där de till Göteborg förlagda trupperna samlades till gudstjänst. Militären hade ända till 1675 haft gemensam gudstjänst med Domkyrkoförsamlingen, dels i Domkyrkan, dels i gymnasiehuset, men fick 1680 bilda självständig församling vid namn Garnisonsförsamlingen (även kallad för Kronhusförsamlingen). Ända till 1883 fick emellertid såsom medlemmar räknas även till garnisonen icke hörande personer. År 1835 bestod församlingen av 6 422 personer, där två tredjedelar utgjorde militär personal.
År 1895 flyttade Första Göta artilleriregemente till nyuppförda kaserner i Kviberg och Andra Göta artilleriregemente flyttade 1898 till Jönköping. Den 25 mars 1898 hölls den sista gudstjänsten i Kronhuskyrkan. Garnisonsförsamlingen var en icke-territoriell församling och upplöstes 1927, och Kronhuset övertogs av Göteborgs stad 1929. Begravningsplatsen för församlingen låg länge där nuvarande polishuset står i Göteborg, vid Nya Ullevi.

## Byggnaden
Husets yttermått är längd 80 alnar (47,2 meter) och bredd 24 alnar (14,2 meter). Konstruktionen har ett holländskt inflytande, genom att rikssalen, som omfattar nedersta våningen, helt saknar bärande pelare. Nedersta våningens tak liksom samtliga ovanpå liggande bjälklag hänger i takstolskonstruktionen, som i sin tur vilar på och i murverket. Detta är därför förstärkt med 28 "contreforter" eller strävpelare, 12 på vardera långsidan och 2 på vardera gavel. Men, redan på 1670-talet monterades pelare för att stödja taket, vilka togs bort i samband med en större renovering på 1950-talet då 12 av de gamla takbjälkarna byttes ut mot järnbalkar. Den flamländska gobelängen "Hösten", vävd i Bryssel omkring 1690, skänktes vid återinvigningen av direktör Osvald Arnulf-Olsson.
Den nedersta våningen har mestadels haft speciella användningsområden, och de övriga ursprungligen, enligt:
- 2:a våningen - vapenförråd med kanoner, gevär och övriga handvapen och remtyg.
- 3:a våningen - bevärings-, beklädnads- och trosspersedlar.
- 4:e våningen - sjukvårdspersedlar.
- 5:e våningen - utredningspersedlar, det vill säga ränslar, kokkärl med mera.[14]

På 1700-talet murades en del fönster igen och de övriga försågs med luckor. På 1800-talet uppsattes på södra sidan av huset ett par träemblem, som med största sannolikhet kom från den raserade Kungsporten.

## Kronhusbodarna

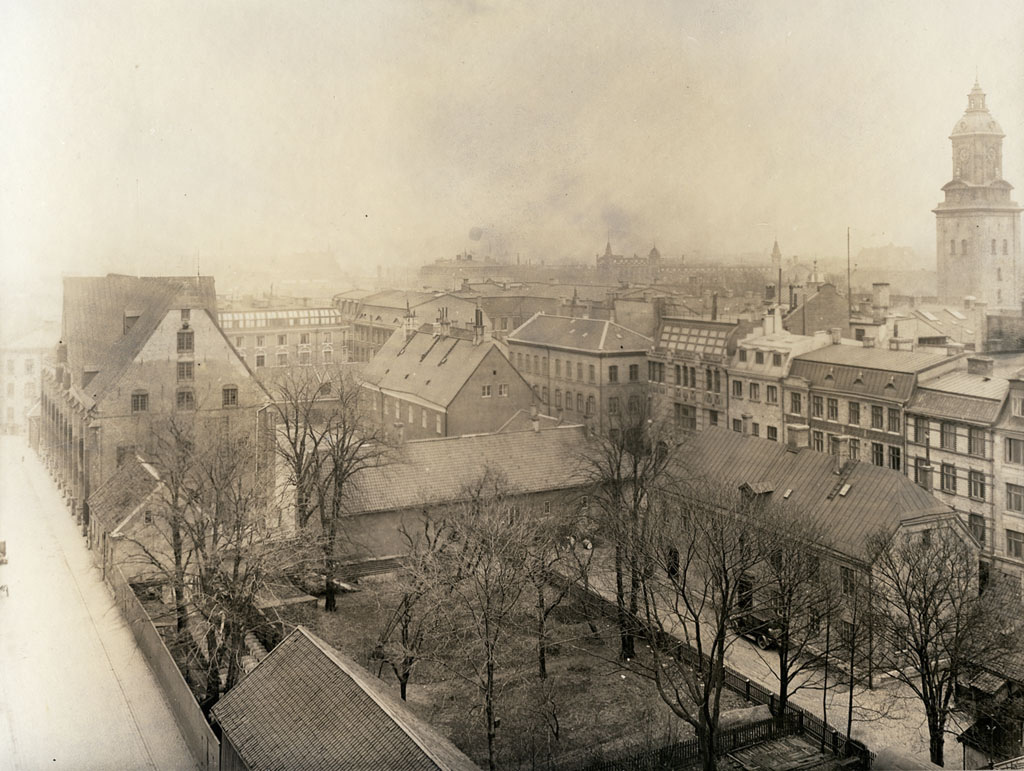
Kronhuskvarteret 1928.

Kronhusbodarna, Nordstaden 702:32, är en samling äldre gula byggnader, som ligger runt gården framför Kronhuset. Även Kronhusets bodar är byggnadsminne sedan den 24 oktober 1968. Efter restaurering återinvigdes bodarna 1971.
De östra Kronhusbodarna byggdes 1756–1759 och på den tiden var det smedja, hjulmakare och verkstad här.
Idag finns här sedan 1971 krukmakare Mia Bäck, Bäx Krukmakeri, Kronhusboden , Nya Lanthandel,urmakare Gerhard Gren och Café Kronhuset.
De västra Kronhusbodarna byggdes åren 1764–1769 och fungerade som lagerplats för järnvägsmateriel och brandhus.
Idag håller Silversmedjan, Göteborgs Choklad & Karamellfabrik och Marcel Watch Group  till i de västra kronhusbodarna.
Kronhusområdet brann 1746 och 1758, då alla byggnader förutom Kronhuset brann ned.  
Här ordnades i början av 2000-talet och fram till 2009 en årligen återkommande konsthantverksmarknad i augusti.

## Kontorsbyggnad, Postgatan 4

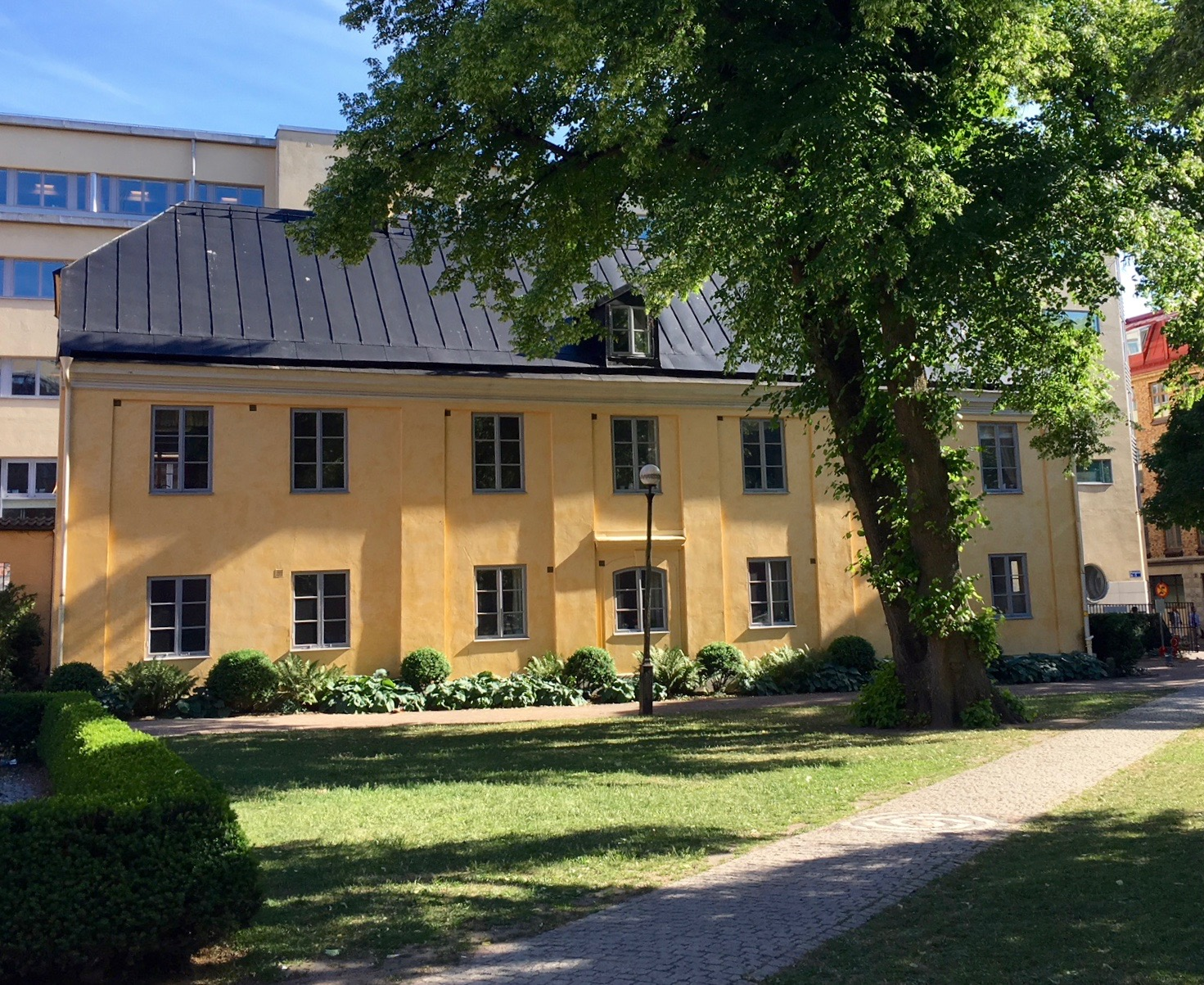
Kronhusparken med kontorsbyggnaden vid Postgatan 4.

Fastighetsbeteckningen är  Nordstaden 19:1 och huset är byggnadsminne sedan den 24 oktober 1968. Byggnaden uppfördes 1746–1748 som "Material-Instrumental och Contoirs Hus" för fortifikationen enligt ritningar av arkitekten och stadsingenjören Bengt Wilhelm Carlberg. Ritningen för byggnaden visar att huset ursprungligen hade en förstuga med ingång från både gatan och gården. I övre våningen fanns ritsalar för officerare och volontärer – intill låg chefsrummet. Bottenvåningen hade två materialrum med dörrar direkt ut mot gården och trappor inomhus till två lika stora rum i övre våningen samt ett kassarum med valv. Under 1800-talets första hälft genomfördes ett par mindre planändringar och ett uthus av trä byggdes till mot öster längs med Postgatan. Vid sekelskiftet var huset bostad för kapten C. D. Sahlin och fanjunkare F. Göthe med familjer. Byggnaden byggdes om till kontor år 1932 för bland andra stadens rättshjälpsanstalt. Några år senare revs träskjulet i öster och ersattes med en mur. I byggnaden har Göteborgs hembygdsförbund sina lokaler.

## Kronhusparken
Kronhusparken är en liten park på baksidan av Kronhusbodarna mot Smedjegatan och kontorsbyggnaden mot Postgatan. Parken är anlagd 1930 och omdanad 1964 efter det, att staden förvärvat fastigheten. Den Lindbergska fonden iordningställde här en "lek- och viloplats" för 35 000 kronor. Arealen är cirka 2 000 kvadratmeter. I parken stod tidigare en byst av skalden Johan Anders Wadman, som bodde i Göteborg 1814–1838, skapad av Johan Peter Molin.